# Mina sidor
Mina sidor har kommit att bli en metafor för e-tjänster ur ett medborgarperspektiv för att belysa den samordningspotential som finns i utvecklingen av e-tjänster. 
Flera myndigheter, bland annat Premiepensionsmyndigheten (PPM) har idag utvecklat funktioner som faller inom ramen för Mina sidor-metaforen. 
Samkörning av en mängd olika Mina sidor till en framtida optimal e-tjänst där medborgaren kan nå ett stort antal olika myndigheter och förvaltningar är inte möjligt idag eftersom det kräver förändringar av förvaltningarnas legala förhållanden till varandra som att samköra databaser.
Mina sidor är i sig inte en e-tjänst utan enbart en slags portal som samlar e-tjänster. Funktionaliteten hos Mina sidor kan aldrig bli bättre än de tjänster som ligger bakom.
"Samlingsnamnet Mina Sidor står för en funktion och inte en tjänst. Det är i sig lovvärt, men problemen kan bli påtagliga om alla förvaltningsenheter implementerar sina sidor utifrån ett avsändarperspektiv. Därför måste utvecklingen av Mina sidor relateras till en mycket mer djupgående förvaltningspolitisk analys av lagstiftning och praxis i relationer mellan olika förvaltningsenheter. Det finns en stor potential i samordning av inte minst grunddata från medborgare och företag."
"Utvecklingen av Mina sidor måste relateras till en mer djupgående förvaltningspolitisk analys av lagstiftning och praxis gällande relationer mellan olika förvaltningsenheter. Det finns en stor samordningspotential i samordning av inte minst grunddata från medborgare och företag. Men den enskildes skydd måste kunna garanteras genomgående. Samordning genom e-tjänster är inte bara en fråga om tjänstens design, det är i allra högsta grad en förvaltningsjuridisk fråga. Det är viktigt att grundläggande principer om det svenska statsskicket och inte minst det kommunala självstyret garanteras även när samordning sker ur ett medborgarperspektiv."
Inte att förväxla med Mina Tjänster vilket är en e-tjänst för att hantera prenumerationer.

## Framtida potential
För att öka intresset och belysa potentialen i en mer allomfattande Mina sidor-portal följer viss spekulation om hur funktionen skulle kunna se ut i framtiden. 
Om den juridiska aspekterna kan lösas skulle i framtiden Mina sidor kunna utgöra en optimal offentlig e-tjänst. Tanken är att varje medborgare skulle kunna ha ett eget, säkert konto. Ungefär som man idag har ett förhoppningsvis säkert konto hos sin bank. 
Poängen med Mina sidor skulle vara att denna personliga kombination av portal, konto och nyhetssida skulle samla alla relevanta uppgifter, data och tjänster som medborgaren har behov av i sina olika livssituationer. 
Här skulle man kunna hålla reda på allt från studieresultat till när det är dags att deklarera. Uppgifter som samlas automatiskt till kontot, skulle kunna var de som är offentliga idag, till exempel uppgifter som folkbokföringsadress, studieresultat, skattad inkomst, civil status, eventuella barn och så vidare. Frivilliga extra uppgifter skulle kunna lämnas om vitt skilda ting (intressen, hälsa, och så vidare) för att en rad offentliga verksamheter, inkl. föreningsliv och kultur ska kunna erbjuda rikad information från samhälle till individ. När en person till exempel går ut grundskolan skulle individen informeras om utbildningar i närområdet, utbildningar längre bort som kan sökas om det finns särskilda skäl (eller om anhörig finansierar annat boende), uppskattning av inträdeskrav, etc. Länkar till kontaktpersoner och information om hur man ansöker, och så vidare skulle presenteras efterhand som behov uppstår. 
När personen senare går ut gymnasiet skulle en "livsvalssituation" kunna finnas där man kan välja om man avser att flytta hemifrån, arbeta, studera vidare, och så vidare. Tjänsten skulle då kunna erbjuda information om allt från Arbetsmarknadsstyrelsen och Radiotjänst till möjliga utbildningar och skolor. Detta konto skulle till exempel kunna skapas i samband med att man får sitt personnummer tilldelat. Existerande medborgare skulle kunna få sina inloggningsuppgifter skickade till sin adress baserat på Skatteverkets folkbokföring. Omyndiga personer och personer med god man skulle kunna ha en förmyndare på samma sätt som i andra sammanhang. Tjänsten skulle kunna bli nästan hur avancerad som helst på sikt, men att göra en väldigt skräddarsydd tjänst för ett helt lands befolkning är idag tämligen resurskrävande. Men med olika formulär som begränsar möjliga indata finns det trots allt en begränsad mängd utdata.